# Sindangsuka (Cibatu)
Sindangsuka is een bestuurslaag in het regentschap Garut van de provincie West-Java, Indonesië. Sindangsuka telt 6156 inwoners (volkstelling 2010).